# Loreto Muñoz
Loreto Muñoz Hernández  (n. Santiago de Chile) es una ingeniera en alimentos chilena, que  estudia los componentes  bioactivos y nutricionales de semillas ancestrales y legumbres . Es profesora titular de la Universidad Central de Chile y dirige en Laboratorio de Ciencias de los Alimentos. Premio Bimbo latinoamericano 2013.

## Biografía

### Educación
En 1994, obtuvo su título de ingeniera en alimentos en la Universidad de Santiago de Chile defendiendo la tesis “"Utilización de suero de leche para la obtención de ácido láctico por fermentación”. En 2007, finalizó un Magister en Ciencias de los Alimentos en la Universidad de Chile, con su tesis “Diseño y evaluación de una bebida funcional en base a cranberry, prebióticos y probióticos". En 2012 recibió el doble grado de Doctora CUM LAUDE en Ciencias e Ingeniería de los Alimentos en la Universidad de Santiago de Compostela (USC, España) en conjunto con la Pontificia Universidad Católica de Chile, obteniendo el grado de Doctora en Ciencias de la Ingeniería,  siendo el título de su tesis “Mucílago de Chía (Salvia hispanica) microestructura, caracterización físico-química y aplicaciones en la industria alimentaria” bajo la dirección de Ángel Cobos (USC-España), Olga Díaz (USC-España) y José Miguel Aguilera (PUC-Chile).

### Carrera Académica
Entre los años 1998 y 2000, se desempeña como académica de la Universidad Tecnológica Metropolitana. Desde el año 2005 al 2007, es investigadora en el Instituto Nacional de Tecnología de los alimentos (INTA), perteneciente a la Universidad de Chile. Además, entre los años 2006 y 2008 regresa a ser académica de la Universidad Tecnológica Metropolitana. Entre los años 2008 y 2016 es investigadora en microestructura y propiedades físicas de los alimentos en la Pontificia Universidad Católica de Chile. Desde al año 2012 al 2016 se desempeña como profesora asistente adjunta en la Pontificia Universidad Católica de Chile. A partir de agosto del año 2016 es académica investigadora de la Universidad Central.
La Doctora Muñoz estudia la semilla de chia desde el punto de vista de su relación con la salud, sus componentes como ingredientes funcionales y su aplicación en alimentos. Su línea de investigación se enmarca en el estudio de ingredientes naturales obtenidos a partir de semillas y granos de interés para la alimentación humana y su relación con la biodisponibilidad, utilizando herramientas como la microestructura de alimentos y las propiedades físico-químicas de los mismos. En términos generales, la investigación tiene por objeto el diseño y desarrollo de alimentos más saludables, seguros y sabrosos abarcando aspectos básicos como aplicados que van desde las materias primas (características y funcionalidad), desarrollo, proceso y vida útil, a manera de obtener un impacto sobre la salud y la calidad de vida de los consumidores
Actualmente es socia de la Asociación Red de Investigadoras, es miembro del Consejo General y Comité de la Red Internacional Red Chia-Link en la que participan más de 10 países con alrededor de 25 grupos de investigación que estudian las semillas ancestrales latinoamericanas abarcando desde aspectos agronómicos hasta el consumo y con la finalidad de desarrollar ingredientes alimentarios y alimentos con propiedades saludables a partir de estos cultivos.

### Premios y reconocimientos
2013 Premio Bimbo Panamericano, otorgado por el Grupo Bimbo que se otorga a las mejores tesis y publicaciones en Nutrición Humana y Ciencia y Tecnología de Alimentos, por su trabajo “Mucílago de Chía (Salvia hispanica L.): Microestructura, Caracterización Físico-Química y Aplicaciones en la Industria Alimentaria”.
2012 Premio a la Excelencia en Tesis Doctoral otorgada por la Vicerrectoría de Investigación de la Pontificia Universidad Católica de Chile